# Une contre-histoire de l'Internet
Pour plus de détails, voir Fiche technique et Distribution.
Une contre-histoire de l'Internet est un film documentaire français réalisé par Sylvain Bergère et diffusé à la télévision française pour la première fois le 14 mai 2013 sur la chaîne Arte.
En allemand le titre est : Eine Gegengeschichte der Internetze.

## Synopsis
Ce documentaire retrace l'histoire d'Internet d'un point de vue rarement entendu : il met l'accent sur les personnes ayant participé à sa conception et sur les activistes politiques et hacktivistes qui en font usage, et en défendent l'idéal. 

## Intervenants
Le film se compose de nombreuses interventions de personnalités :
- Benjamin Bayart (ancien président du FAI associatif French Data Network, cofondateur de La Quadrature du Net)
- Jérémie Zimmermann (ancien porte-parole de La Quadrature du Net)
- John Perry Barlow (cofondateur de l'Electronic Frontier Foundation)
- Julian Assange (rédacteur en chef de Wikileaks)
- Laurent Chemla (entrepreneur français du web)
- Richard Stallman (lanceur du projet GNU et président de la Free Software Foundation)
- Eben Moglen (avocat de la Free Software Foundation)
- Jeff Jarvis (journaliste et blogueur)
- Dominique Cardon (sociologue)
- David Dufresne (journaliste et réalisateur de web-documentaires)
- Vinton Cerf (« chef évangéliste de l'Internet chez Google et l'un des pères fondateur de l'Internet)
- Daniel Martin (créateur du département informatique de la DST)
- Général Jean Guyaux, dit « La Baleine » (ex-conseiller scientifique de la DST)
- Jean Guisnel (journaliste français)
- Olivier Laurelli, dit « Bluetouff » (hacker, cofondateur du site web reflets.info[4])
- Andy Müller-Maguhn (hacker, Chaos Computer Club de Berlin)
- Philip Zimmermann (créateur de PGP)
- Rafi Haladjian (ancien PDG de FranceNet)
- Hervé Bourges (ancien président du CSA)
- Valentin Lacambre (créateur du service Minitel « 3615 internet » et d'Altern.org)
- Marie-Françoise Marais (magistrate, présidente de l'HADOPI)
- Olivier Iteanu (avocat spécialiste du droit de l'Internet)
- Bruce Schneier (cryptographe, spécialiste de la sécurité informatique)
- Rickard Falkvinge (fondateur du Parti Pirate Suédois)
- Timo Toots (et) (artiste Estonien)
- Bernard Benhamou (délégué aux usages de l'Internet en France, Ministère de la recherche)
- Emin Milli (en) (blogueur & cyber-dissident, Azerbaïdjan)
- Khadija Ismayilova (journaliste & cyber-dissidente, Azerbaïdjan)
- Marietje Schaake (eurodéputée, Pays-Bas)
- Peter Hustinx (contrôleur européen de la protection des données)
- Stephane Urbach (hacktiviste, ex membre du groupe Telecomix, membre du Parti Pirate Allemand)
- Mitch Altman (pionnier du mouvement des hackerspaces)

## Anecdotes

### Caméos dans l'introduction
Durant le générique de début de film plusieurs caméos ont lieu, apparaissent successivement : Nyan Cat, Pedobear, Troll face, Trololo, puis des extraits de nombreuses vidéos humoristiques populaires sur internet.

## Autour du film
En 2013, quelques mois avant la première diffusion du film à la TV française, plusieurs courtes vidéos ont été diffusées sur le web, en partenariat avec Télérama qui a publié plusieurs articles annonçant le film, et appelant ses lecteurs à témoigner de l'usage passé qu'ils ont fait d'Internet : « Racontez votre propre histoire d’Internet » et des témoignages d'internautes.
Le film est diffusé en juin 2013 dans le cinéma Utopia de Toulouse, avec la participation des auteurs (Julien Goetz et Jean-Marc Manach), et en octobre 2013 dans le cinéma Utopia de Bordeaux, avec la participation de Valentin Lacambre